# همگن
با همسان‌گردی اشتباه نشود
هَمگِن یک ویژگی است که اندازه‌گیری آن در هر نقطه‌ای از فضا به نتیجه‌ای یکسان منجر شود؛ یعنی اگر یک آزمایش فیزیکی در نقطهٔ خاصی از فضا اجرا شود، همان نتیجه‌ای را خواهد داشت که همان آزمایش را در چند نقطه یا چندمتر دورتر انجام داده باشند.
به عبارت دیگر، یک خاصیت (یا قانون) همگن با جابه‌جا شدن ما (یا با عوض کردن مبدأ مختصات) تغییر نمی‌کند. به زبان فنی‌تر (به زبان نظریه گروه‌ها)، یک خاصیت همگن نسبت به گروه انتقال‌های فضایی تقارن دارد‌.